# Getto w Zagórowie
Getto w Zagórowie – getto żydowskie utworzone podczas II wojny światowej przez okupantów w Zagórowie.

## Historia
Przed wybuchem II wojny światowej w Zagórowie mieszkało około 630 Żydów.
Getto otwarte w Zagórowie utworzono najprawdopodobniej w połowie lipca 1940 roku, objęło ono obszar od 8 do 10 kilometrów kwadratowych. Około 15 lipca do getta przesiedlono Żydów m.in. z Kleczewa, Goliny, Wilczyna, Słupcy, Rychwała, Konina i Ślesina. W Zagórowie powstał komitet pomocy, który przekstałcono następnie w Judenrat. W getcie uwięziono wówczas 2170 osób, z czego aż 1582 nie posiadało praktycznie żadnego mienia i miejsca zamieszkania. 
Według listu Judenratu wysłanego w lipcu 1940 roku do Jointu w getcie panowały ciężkie warunki. W jednym pomieszczeniu mieszkało od 10 do 15 osób, na początku działalności getta nie było w nim także żadnego lekarza. W październiku 1940 roku staraniem Judenratu otwarto kuchnię, która wydawała dziennie 500 posiłków. Z powodu braku funduszy kuchnia nie mogła jednak kontynuować działalności. Żydzi opuszczali nielegalnie getto, udając się do okolicznych miejscowości w celu zakupienia lub wyżebrania jedzenia. Więźniów getta zmuszono do rozebrania synagogi w Zagórowie, zmuszano ich także do pracy przy sprzątaniu miasta i na budowach.
Z powodu przeludnienia i trudnych warunków sanitarnych w getcie szerzyły się choroby, doszło także do wybuchu epidemii tyfusu. 8 marca 1941 roku do Zagórowa przesiedlono część Żydów ze zlikwidowanego getta w Grodźcu. W marcu część więźniów przesiedlono do Izbicy, Józefowa i Krasnegostawu.
Pod koniec lata 1941 roku około 450 mężczyzn z Zagórowa zostało wysłanych do pracy przymusowej w kopalni soli w Inowrocławiu. Pod koniec września 1941 roku getto w Zagórowie zostało zlikwidowane, a jego więźniowie zostali wywiezieni i zamordowani w Lesie Krążel pod Kazimierzem Biskupim. Kilku rodzinom udało się uciec z getta i udać się do Koła. 